# كيت سوليفان
كيت سوليفان (بالإنجليزية: Kate Sullivan)‏ هي صحفية أمريكية، ولدت في 19 يونيو 1976.

## روابط خارجية
- كيت سوليفان على موقع IMDb (الإنجليزية)